# آلة قص المعادن الخردة
آلة قص المعادن الخردة، التي كان يشار إليها أيضًا في بعض الأوقات باسم آلة قص الخردة المعدنية، هي آلة تستخدم في تقليل حجم المعادن الخردة. ولآلة قص المعادن الخردة العديد من الأشكال والأحجام.

## تطبيقات آلة قص المعادن الخردة
من أمثلة المواد المعدنية الخردة التي يشيع قصها ما يلي:
- صندوق النفايات المطلي
- علب الألومنيوم المضغوطة من أعلى *علب الألومنيوم/نفايات الألومنيوم
- علب الكعك
- علب الطعام المحفوظ
- الحديد
- السطح الخارجي للأنابيب النحاسية
- النقود المعدنية
- البرميل المعدني
- الثلاجة
- أجهزة التلفاز
- الغسالات
- النفايات الكهربائية

## أنواع آلة قص المعادن الخردة
يمكن أن تجهز آلة قص المعادن الخردة بالعديد من أنواع أنظمة القص: كأنظمة قص العمود الواحد والعمودين والأعمدة الثلاثة والأعمدة الأربعة. آلات القص هذه تتميز جميعها بأنظمة سرعة بطيئة، على عكس طواحين المطارق التي تتميز بشكل عام بأنظمة سرعة عالية.
إن أكبر آلة قص معادن خردة في العالم هي آلة Lynxs بقوة 9200 قوة حصان (6860 كيلو وات) في مصنع Sims عند مصب نهر أسك في نيوبورت في ويلز، والتي يمكن الوصول إليها بالسيارة أو القطار أو عبر البحر. يمكنها العمل على 450 سيارةً في الساعة